# Piesjanka (wieś w rejonie osińskim)
Piesjanka (ros. Песьянка) – wieś (dieriewnia) w Rosji, w Kraju Permskim, w rejonie osińskim. W 2021 liczyła 12 mieszkańców.